# Giorgio Rossano
Giorgio Rossano (Torino, 20 marzo 1939 – Viareggio, 13 febbraio 2016) è stato un calciatore italiano, di ruolo centrocampista.

## Caratteristiche tecniche
Ambidestro, poteva giocare sia da interno che da ala su entrambe le fasce. Era dotato di una buona tecnica.

## Carriera

### Club
Dopo un'annata in IV Serie col Pordenone, nel 1959 approda alla Juventus, con cui esordisce in Serie A il 20 marzo 1960 in Juventus-Lazio (2-0), incontro che rimarrà l'unico disputato da Rossano in quel campionato, nel quale i bianconeri conquistano l'accoppiata scudetto-Coppa Italia.
A fine stagione viene ceduto in prestito al Bari, dove disputa una buona stagione da titolare, con 4 reti all'attivo in 26 presenze, tuttavia non sufficienti ad evitare la retrocessione dei pugliesi, avvenuta dopo gli spareggi con Lecco e Udinese.
Nel 1961 torna alla Juventus dove, in una delle peggiori stagioni della storia della Vecchia Signora (dodicesimo posto finale in campionato), totalizza 10 presenze in massima serie.
Nell'estate 1962 passa al Milan, nello scambio che porta anche Bruno Mora in rossonero e Sandro Salvadore in bianconero. Tuttavia anche col Milan, che in quella stagione si aggiudica la Coppa dei Campioni, le apparizioni in prima squadra di Rossano sono estremamente limitate (6 presenze e 3 reti, di cui 3 con una rete in campionato).
Torna brevemente alla Juventus, quindi viene ceduto al Varese, con cui, pur con sole 4 presenze in campionato, vince il campionato di Serie B 1963-1964. Resta in cadetteria anche nella stagione 1964-1965 con la maglia del Palermo (12 presenze e 4 reti), quindi prosegue la carriera nelle serie minori.
In carriera ha totalizzato complessivamente 40 presenze e 5 reti in Serie A e 16 presenze e 4 reti in Serie B.

### Nazionale
Con la Nazionale Olimpica italiana ha giocato 4 partite ai Giochi olimpici del 1960, dove gli azzurri arrivarono al quarto posto; con 4 reti messe a segno (due alla Gran Bretagna e due al Brasile durante il girone eliminatorio) fu il miglior goleador italiano nel torneo olimpico. Complessivamente ha totalizzato 7 presenze nella Nazionale Giovanile (ora Under-21).

## Palmarès
- Serie B: 1

Varese: 1963-1964
- Coppa dei Campioni: 1

Milan: 1962-1963
- Campionato italiano: 1

Juventus: 1959-1960
- Coppa Italia: 1

Juventus: 1959-1960